# Šatrija
Šatrija neboli Pašatrija je řeka 2. řádu v Litvě, v Žemaitsku v okresech Telšiai a Kelmė, pravý přítok řeky Aunuva, do které ústí 1,5 km jihovýchodně od vsi Aunuvėnai, 9,5 km severovýchodně od města Užventis, 4,3 km od jejího ústí do Venty. Pramení 1 km jihovýchodně od obce Viekšnaliai, 10 km na severozápad od města Užventis. Teče zpočátku směrem jižním, u vsi Gelsodė se stáčí k východu a hned k severu, u obce Viekšnaliai s stáčí k severovýchodu, u vsi Pašatrija k východu, přičemž míjí z jihu horu Šatrija (229 m n. m.), protéká rybníkem Gaulėnų tvenkinys (1,1 ha), za ním pokračuje k východu, u vsi Kadagynas se stáčí k jihu, u vsi Pašatrija k východu až do soutoku s Aunuvou. Říční údolí na horním toku je úzké a hluboké, zejména v blízkosti hory Šatrija, dále teče rovinou. Průměrný spád je 248 cm/km. Značná část toku je regulována, kromě úseku mezi 19,2 a 13,0 říčním kilometrem. Horní tok spadá do území ChKO Varnių regioninis parkas.

## Přítoky
- Levé:

| Hydrologické pořadí | Řeka       | Délka (km) | Povodí (km²) | Vzdálenost od ústí (km) | Ústí kde    | Koordináty ústí                  |
| ------------------- | ---------- | ---------- | ------------ | ----------------------- | ----------- | -------------------------------- |
| 30010175            | Medupis    | 2,6        | 2,1          | 19,7                    | Barvydžiai  | 55°51′5″ s. š., 22°32′43″ v. d.  |
| 30010176            | Trikogalas | 5,0        | 6,6          | 11,1                    | Gaulėnai    | 55°52′16″ s. š., 22°38′17″ v. d. |
| 30010177            | Rąžuolė    | 9,1        | 24,5         | 9,7                     | Gaulėnai    | 55°52′19″ s. š., 22°39′25″ v. d. |
| 30010182            | Karklupis  | 6,5        | 14,0         | 7,0                     | Dirvonėliai | 55°51′56″ s. š., 22°41′15″ v. d. |

- Pravé:

| Hydrologické pořadí | Řeka  | Délka (km) | Povodí (km²) | Vzdálenost od ústí (km) | Ústí kde | Koordináty ústí                  |
| ------------------- | ----- | ---------- | ------------ | ----------------------- | -------- | -------------------------------- |
| 30010181            | Š - 2 | 3,0        | 1,6          | 9,5                     | Gaulėnai | 55°52′18″ s. š., 22°39′35″ v. d. |

a řada dalších, levých i pravých bezejmenných přítoků.

## Sídla při řece
- Viekšnaliai, Gelsodė, Žaduvėnai, Barvydžiai, Pašatrija, Gaulėnai, Patumšiai, Dirvonėliai, Dulkiškiai, Kadagynas, Pašatrija, Vaišlaukis, Aunuvėnai